# Arbeitertum
Arbeitertum (Trabalho em português) foi um jornal quinzenal alemão orientado para os leitores das classes trabalhadoras e editado por Reinhold Muchow. Tinha um posicionamento anti-marxista e anti-capitalista. No início da década de 1930, foi patrocinado pelo Partido Nazi e, em 1933, tornou-se a publicação oficial da Frente de Trabalho Alemão.
Foi, portanto, utilizado para explicar ás classes trabalhadoras a posição do Partido em assuntos laborais, com contribuições de muitos líderes do partido. Der Angriff e Der Erwerbslose foram os outros dois jornais criados pelo Partido Nazi com o mesmo objectivo.